# 拉西拉星
小行星2187（2187 La Silla）是一颗围绕太阳公转的小行星。1976年10月24日，由天文學家理察·馬丁·威斯特在歐洲南方天文台發現。。
該小行星以智利阿塔卡馬沙漠中的拉西拉山命名，山上有著名的拉西亞天文台。
这颗小行星的绝对星等为13.49等。